# Ana Mirallès
Ana Mirallès (Madrid, 16 december 1959) is een Spaanse tekenares van strips.